# Diamesa loeffleri
Diamesa loeffleri är en tvåvingeart som beskrevs av Reiss 1968. Diamesa loeffleri ingår i släktet Diamesa och familjen fjädermyggor. Inga underarter finns listade i Catalogue of Life.